# Derick Baegert

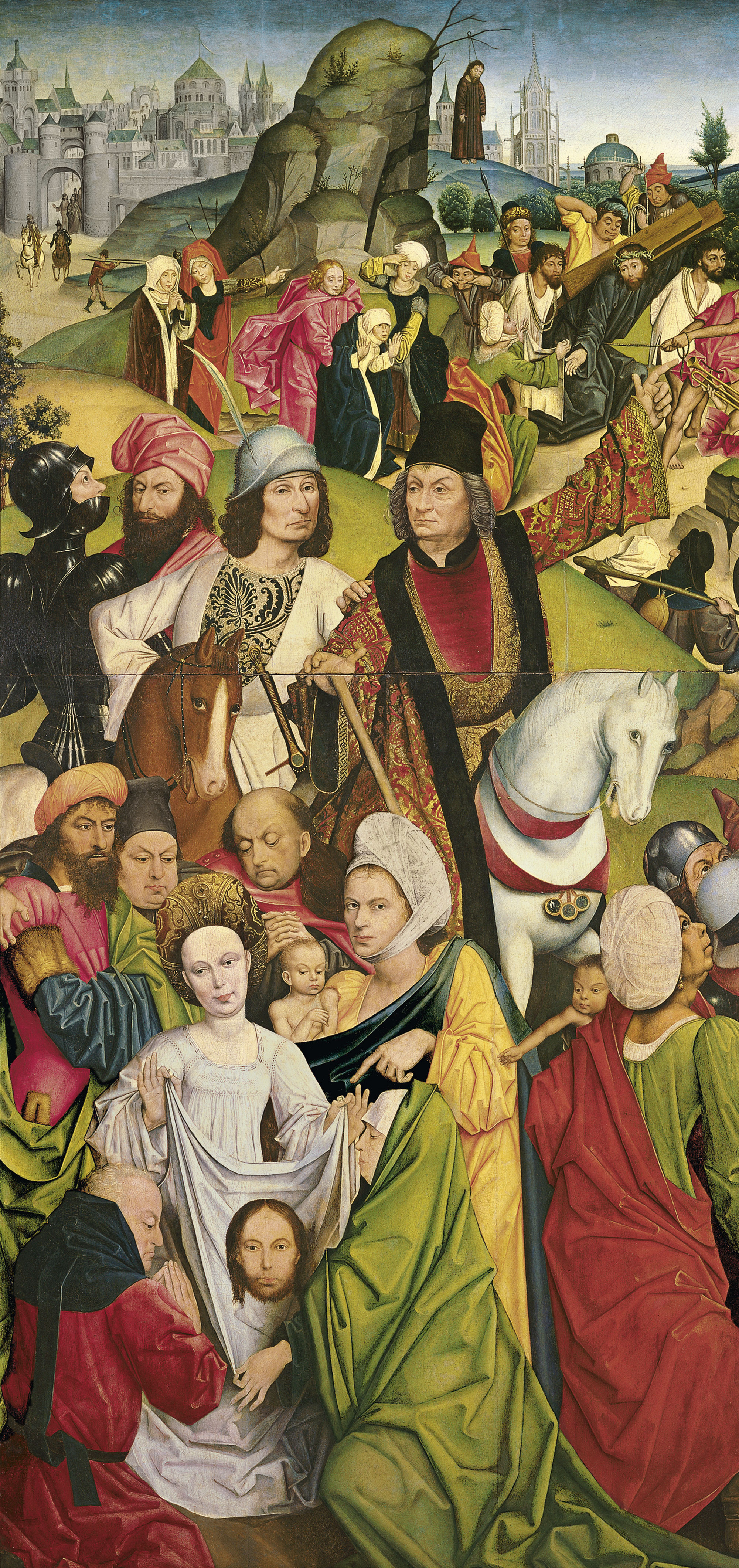
La Verónica con un grupo de caballeros y Cristo con la cruz a cuestas, fragmentos de un Calvario, óleo sobre tabla, 113 x 97,5 cm y 87 x 98 cm, Madrid, Museo Thyssen-Bornemisza.

Derick Baegert (Wesel, c., 1440-1515) fue un pintor tardogótico alemán.

## Biografía y obra
Escasamente documentado, debió de nacer hacia 1440 y en Wesel, ciudad hanseática en la que se encuentran rastros documentales entre 1476, cuando cobró por un estandarte pintado para el ayuntamiento, y 1515, última fecha conocida de su actividad. En su taller, desde el que trabajó para otras ciudades alemanas de la región de Renania, como Dortmund o Kalkar, colaboró su hijo Jan con quien viajó en 1482 a los Países Bajos.
Influido por la pintura flamenca y quizá formado en Utrecht, desarrolló un estilo personal de dibujo preciso y extraordinaria minuciosidad en los detalles. Su primera obra conocida, el altar para el convento de los dominicos de Dortmund,  ahora en la iglesia prebostal de San Juan Bautista de Dortmund, se data hacia 1475. Se trata de un tríptico de grandes dimensiones (cerca de ocho metros de ancho por 2,30 de alto)  con una escena de la Crucifixión en la tabla central, poblada de figuras anecdóticas, en la que se advierten recuerdos de Rogier van der Weyden en el grupo de san Juan y la Virgen, la Santa Parentela en el panel izquierdo, formada por veinticinco miembros de la familia de Cristo y al fondo, en el horizonte, la primera vista pintada de la ciudad de Dortmund, y la Epifanía en la puerta derecha. En la tabla central, la cabeza de un varón que asoma entre las mujeres en el grupo del velo de la Verónica sería, en opinión de Baxhenrich-Hartmann, un autorretrato, el primero de la pintura alemana.
Poco posterior es el gran Calvario pintado en 1477 para la Mathenakirche o iglesia de San Nicolás en Mathen, suburbio de Wesel, destruida durante la Segunda Guerra Mundial, aunque el gran altar había sido ya desmontado y troceado en fecha desconocida, restando cinco fragmentos de diferentes medidas, conservados todos ellos en el Museo Thyssen-Bornemisza, a cuya colección se incorporaron en distintos momentos y desde distintas procedencias. De 1493 a 1494 pintó un Juicio Final para el ayuntamiento de Wesel, conservado ahora en el Städtischen Museum de la ciudad